# Récepteur Fas
Pour les articles homonymes, voir FAS.
Le récepteur Fas (APO-1, CD95), noté FasR, est une protéine transmembranaire appartenant à la superfamille des récepteurs de TNF, pouvant induire la mort cellulaire par apoptose de cellules transformées mais aussi de lymphocytes T humains activés. Le signal de mort cellulaire peut être induit par des anticorps anti-Fas ou par le ligand de Fas (FasL), appartenant à la famille du TNF. L'expression in vivo de ces deux molécules FasR et FasL est différemment régulée puisque l'expression de FasR est pléiotrope tandis que FasL est plutôt exprimé dans les sites de privilège immun (testicules, ovaires, cerveau, œil) ainsi que par les lymphocytes T activés. Les cellules tumorales quelles que soient leurs origines tissulaires peuvent aussi exprimer FasL (pathologique). 
Des études génétiques et immunologiques ont montré que le système Fas est d'une part impliqué dans le processus de délétion clonale périphérique permettant le maintien de la tolérance au soi, d'autre part qu'il régule l'amplitude et la durée des réponses immunitaires, et enfin qu'il représente l'un des mécanismes de lyse des cellules cibles dans la réponse T cytotoxique antivirale.
Lorsque l'apoptose dépendante de Fas ne peut avoir lieu, en raison de mutations dans les gènes codant FasR ou FasL, un syndrome lymphoprolifératif et des manifestations auto-immunes sont observées chez l'homme et la souris. À l'inverse, une exacerbation du système Fas peut être responsable de la destruction de tissus. Par exemple, la seule injection à une souris d'anticorps anti-Fas induit la destruction massive du foie et la mort de la souris en quelques heures, amenant l'hypothèse de la participation du système Fas dans les hépatites fulminantes.

## Déclenchement extrinsèque de l'apoptose
Les récepteurs Fas sont des protéines transmembranaires de 335 résidus d'acides aminées et 50 kDa qui, après fixation de leurs ligands par leur extrémité N-terminale, sont activés sous forme de trimères. L'extrémité C-terminale, intracellulaire, comporte une séquence de 80 résidus d'acides aminés formant un domaine de mort (death domain en anglais, ou DD). Dans le cas de Fas, les trois domaines de mort associés du trimère FasR activé recrutent une protéine cytoplasmique FADD (Fas Associating protein with Death Domain) comportant deux domaines protéiques : un domaine DD qui forme un dimère avec le domaine DD de FasR, et un domaine DED (Death Effector Domain) qui fixe et active la procaspase 8 (forme zymogène inactive de la caspase 8). En activant la procaspase 8, FasR induit la cascade d'activations protéiques aboutissant à la mort cellulaire par apoptose. FasR constitue la voie extrinsèque de déclenchement de l'apoptose.

## Ne pas confondre
- FAS, acide gras synthase (de l'anglais : Fatty Acid Synthase), enzyme de formation des acides gras à partir de malonyl-CoA, Ref
- Fas signifie Apoptosis Stimulating Fragment ou « fragment inducteur d'apoptose », Ref

## Interactions
Il a été montré que Fas interagit avec:
- CASP8[8],[9] ;
- EZR[8],[10] ;
- FADD[8],[9] ;
- FNBP1 (en)[11] ;
- FYN (en)[12],[13] ;
- GRB2 (en)[11],[12] ;
- PACSIN2 (en)[11]  et
- TNFRSF6B (en)[14],[15],[16].